# 学校法人札幌日本大学学園
学校法人札幌日本大学学園（がっこうほうじんさっぽろにほんだいがくがくえん）とは、1964年に日本大学の建学の精神に基づいて創立された学校法人。

## 概要
高等学校と中学校をそれぞれ1校を擁しており、日本大学と準付属校提携を結んでいる。

## 沿革
- 1964年 - 学校法人北海道日本大学高等学校創設、北海道日本大学高等学校開校。
- 1987年 - 札幌日本大学高等学校開校。北海道日本大学高等学校は北海道桜丘高等学校に名称変更。
- 1990年 - 学校法人北海道日本大学高等学校を学校法人札幌日本大学学園に名称変更。
- 1994年 - 学校法人札幌日本大学学園および北海道桜丘高等学校創立30周年記念式典挙行。
- 2000年 - 北海道桜丘高等学校を学校法人北海道佐藤栄学園へ経営移管、北海道栄高等学校となる。
- 2003年 - 札幌日本大学中学校開校。併設型の中高一貫校となる。
- 2017年 - 札幌日本大学高等学校創立30周年式典挙行。

## 設置校

### 現在設置している学校
- 札幌日本大学高等学校
- 札幌日本大学中学校

### かつて設置していた学校
- 北海道日本大学高等学校